# New Energy Vehicle
Der Begriff New Energy Vehicle, kurz (NEV), ist ein Anglizismus und steht für Fahrzeuge mit bestimmter alternativer Antriebstechnik. Konkret sind hierbei
1. batterieelektrisches Fahrzeug (englisch Battery Electric Vehicle, BEV), z. B. reine Elektroautos, Batteriebusse, Elektrolastkraftwagen
2. Plug-in-Hybride (englisch Plug-in Hybrid Electric Vehicle, PHEV) und
3. Brennstoffzellenfahrzeuge (englisch Fuel Cell Electric Vehicle, FCEV)

umfasst. New Energy Vehicle ist also der Oberbegriff für Fahrzeuge dieser drei Antriebstechniken. Nicht umfasst sind insbesondere Hybridelektrokraftfahrzeuge (englisch Hybrid Electric Vehicle, HEV) ohne Plug-in-Ausführung, also ohne die Möglichkeit des Aufladens am Stromnetz.
Der Begriff New Energy Vehicle ist hauptsächlich in China gebräuchlich. Gelegentlich wird er auch im deutschsprachigen Raum verwendet.